# Trechalea amazonica
Espèce
Synonymes
- Trechalea manauensis Carico, 1985
- Trechalea trinidadensis Carico, 1993
- Trechalea rothi Carico & Silva, 2010

Trechalea amazonica est une espèce d'araignées aranéomorphes de la famille des Trechaleidae.

## Distribution
Cette espèce se rencontre en Colombie, au Brésil au Pará et en Amazonas et à la Trinité,.

## Description
La carapace du mâle décrit par Carico en 1993 mesure 5,5 mm de long sur 5,3 mm de large et l'abdomen 6,1 mm de long et celle de la femelle mesure 5,7 mm de long sur 5,5 mm de large et l'abdomen 7,0 mm de long.

## Éthologie
Il a été observé que les mâles pratiquent le cadeau nuptial.

## Étymologie
Son nom d'espèce lui a été donné en référence au lieu de sa découverte, l'Amazonie.

## Publication originale
- F. O. Pickard-Cambridge, 1903 : On some new species of spiders belonging to the families Pisauridae and Senoculidae; with characters of a new genus. Proceedings of the Zoological Society of London, vol. 1903, no 1, p. 151-168 (texte intégral).